# Alburnita
L'alburnita és un mineral de la classe dels sulfurs que pertany al grup de l'argirodita. Rep el nom de la denominació en llatí del dipòsit, el jaciment d'or i plata de Roșia Montană, que era conegut durant el període romà (106-273 dC) com Alburnus Maior.

## Característiques
L'alburnita és un sulfur de fórmula química Ag₈GeTe₂S₄. Es troba estretament relacionada amb els minerals de la sèrie argirodita-canfieldita, els quals no contenen tel·luri. Cristal·litza en el sistema isomètric i la seva duresa a l'escala de Mohs és 4. Va ser aprovada com a espècie vàlida per l'Associació Mineralògica Internacional l'any 2013, i publicada en el mes de gener de l'any següent. Segons la classificació de Nickel-Strunz pertany a «02.BA: sulfurs metàl·lics amb proporció M:S > 1:1 (principalment 2:1) amb coure, plata i/o or».
Les mostres que van servir per a determinar l'espècie, el que es coneix com a material tipus, es troben conservades al museu mineralògic de la Facultat de biologia i geologia de la Universitat Babeș-Bolyai, situada a la localitat romanesa de Cluj-Napoca, amb els números de registre: 71a/1 i 71a/2, i al Zentrale Elektronen-Mikrosonde, a l'institut de geologia, mineralogia i geofísica de la Universitat del Ruhr de Bochum, a Alemanya.

## Formació i jaciments
Va ser descoberta al filó Cârnicel, situat a Roșia Montană, dins el comtat d'Alba (Romania), on es troba en forma de grans arrodonits, vetes o inclusions irregulars allotjades principalment en tetraedrita, hessita i rodocrosita. També ha estat descrita als filons de Măgura, a la també localitat romanesa de Certeju de Sus (comtat d'Hunedoara), i a la localitat de Carolina, dins el departament de Coronel Pringles de la província de San Luís (Argentina).